# Anzhelika Kotyuga
Anzhelika Petrovna Kotyuga (en russe : Анжелика Петровна Котюга ; en biélorusse : Анжаліка Пятроўна Кацюга, Anjalika Piatrowna Katsiouga ; en français : Angelika Petrovna Kotiouga) est une patineuse de vitesse biélorusse née le 5 mai 1970 à Minsk. 

## Carrière
Lors de ses deux participations aux Jeux olympiques en 1998 et 1998, elle a terminé une fois cinquième, c'était lors du 500 mètres à Salt Lake City en 2002. Au niveau mondial, elle a glané plusieurs médailles lors de grandes compétitions : deux lors des Championnats du monde de sprint en 2002 et 2005 et deux lors des Championnats du monde simple distance sur le 500 mètres en 2003 et 2004. Gagnante de quatre courses en Coupe du monde entre 2004 et 2005, elle a été sanctionnée de deux ans de suspension pour dopage grâce à un
stéroïde anabolisant, le contrôle positif datant de février 2005. En décembre 2005, la commission d'appel de l'ISU annule cette décision. Bien que participant de nouveau à quelques courses durant l'hiver 2005-2006, l'appel est refusé et Kotyuga doit désormais purger la suite de sa suspension.

## Palmarès

### Championnats du monde de sprint
- Médaille d'argent en 2005 à Salt Lake City
- Médaille de bronze en 2002 à Hamar

### Championnats du monde simple distance
- Médaille d'argent sur le 500 mètres en 2004 à Séoul
- Médaille de bronze sur le 500 mètres en 2003 à Berlin

### Coupe du monde
- 22 podiums dont 4 victoires (deux sur 500 mètres et deux sur 1 000 mètres)